# Karl Hescheler

Karl Hescheler, um 1914

Karl Hescheler (geboren am 3. November 1868 in Schönenwerd; gestorben am 11. Oktober 1940 in Zürich) war ein Schweizer Zoologe und Begründer der Paläontologie an der Universität Zürich.

## Leben
Hescheler war der Sohn von August Hescheler und Emilie geb. Michler. Er selbst blieb ledig.
Nach dem Besuch des Gymnasiums in St. Gallen studierte er zuerst an der Universität Genf und machte 1893 sein Diplom an der ETH Zürich. Promoviert wurde er 1895 an der Universität Zürich, wo er sich drei Jahre später habilitierte. Auf die ausserordentliche Professur ab 1903 folgte 1909 die Berufung zum Ordinarius der Zoologie an der Universität Zürich. 1914 übernahm er zusätzlich den Lehrstuhl an der ETH. Von 1914 bis 1938 war Hescheler Leiter des Zoologischen Instituts und Direktor des Museums der Universität.
Hescheler war 1907 Gründungsmitglied der Schweizerischen Gesellschaft für Urgeschichte und der Schweizerischen Paläontologischen Gesellschaft. Nachdem er sich zuerst mit vergleichender Anatomie und Regenerationsforschung befasst hatte, legte er später den Schwerpunkt auf die Archäozoologie. An der Universität Zürich begründete er die Paläontologie.
Zu seinen Schülern gehörten Emil Kuhn-Schnyder und Fritz Erich Lehmann.

## Werke (Auswahl)
- Hrsg. von Arnold Lang; fortgeführt von Karl Hescheler: Handbuch der Morphologie der wirbellosen Tiere. 2. und 3. Auflage. Fischer, Jena 1913.
- Mit Ernst Haeckel, Hugo Eisig: Aus dem Leben und Wirken von Arnold Lang. Dem Andenken des Freundes und Lehrers gewidmet. Fischer, Jena 1916.
- Ueber Regenerationsvorgänge bei Lumbriciden. Fischer, Jena 1896.
- Sepia officinalis L. Der gemeine Tintenfisch. Ein Beispiel der Untersuchung eines Tieres auf vergleichend-anatomischer Grundlage. Zürich 1902.
- Zur Wertschätzung der vergleichenden Anatomie. Basel 1920.
- Die Fauna der Pfahlbauten im Wauwilersee. Luzern 1924.
- Ein ungewöhnliches Fundstück vom Mammut aus dem Kanton Aarau. Basel 1931.
- Das zoologische Museum der Universität Zürich und seine Aufgaben. Zürich 1932.
- Die Tierwelt. In: Urgeschichte der Schweiz. Band 1, 1949, S. 120–368 (erweitert von E. Kuhn-Schnyder).